# Sambomaster
Sambomaster (サンボマスター, Sanbomasutā) est un groupe de rock japonais.

## Histoire
Chanteur et guitariste, l'histoire du groupe débute lorsque Takashi Yamaguchi rencontre Yasufumi Kiuchi au club de musique de l'université dont ils sont tous les deux membres.
Le duo intègre le bassiste Yoichi Kondo en février 2000.
Le trio prend officiellement forme lorsqu'ils choisissent le nom de groupe Sambomaster.
Ils font leurs débuts dans un Live house de Tokyo à Kōenji, suivra bientôt leur premier single "Kick no Oni" (Le démon du coup de pied), sur lequel ils ont travaillé pendant 1 an et qui sortira en 2001 en édition limitée avec seulement 300 copies.
Pour la première fois en dehors des lives, la critique présente la voix de Takashi comme une voix faite de sons mélodieux et de cris puissants.
C'est en effet le style de Sambomaster, un style qui peut aller du punk rock, à la pop en passant par le jazz, le rock ou la simple ballade.
C'est durant l'année 2003 que sortira leur premier véritable album Atarashiki Nihongo Rock no Michi to Hikari (Voie et lumière du nouveau Rock japonais) suivi d'une performance live remarquée au très connu Fuji Rock Festival. Débute ainsi une longue période de succès et une notoriété grandissante qui n'a toujours pas faibli aujourd'hui.
En 2004 et 2005, les Sambomaster sortent la majorité de leurs hits en singles incluant "Seishun Kyōsōkyoku" et "Sekai wa Sore wo Ai to Yobundaze" ; le single "Seishun Kyōsōkyoku" a lui été utilisé pour le cinquième générique d'ouverture de l'anime Naruto et la piste "Sekai wa sore Ai to Yobunda ze" à elle finit par être utilisée comme générique de fin pour la très populaire sitcom Densha otoko et également sur Nintendo DS pour le jeu 'Moero! Nekketsu Rhythm Damashii Osu! Tatakae! Ouendan 2.
Ils ont ensuite été sollicités pour enregistrer le thème principal du film Koi no Mon qui deviendra le morceau Tsuki ni Saku Hana no Yō ni Naru no.
Récemment, leur chanson Hikari no Rock a été utilisée comme chanson thème du film Bleach: The Diamond Dust Rebellion.
Le groupe est toujours très actif aujourd'hui, sortant des singles et des albums se plaçant régulièrement en tête des charts.
Récemment, leur chanson "Kimi wo Mamotte, Kimi wo Aishite" a été annoncée comme 19e générique de fin de l'anime Bleach.

## Anécdotes
Le nom Sambomaster provient de l'art martial Russe, le Sambo.

## Membres
Takashi Yamaguchi (山口 隆, Yamaguchi Takashi)
né le : 8 février 1976
lieu de naissance : Fukushima
Instrument(s) Utilisé(s) : Gibson Les Paul
Yasufumi Kiuchi (木内 泰史, Kiuchi Yasufumi)
né le : 7 août 1976 ()
lieu de naissance : Chiba
Instrument(s) utilisé(s) : Batterie Canopus
Yoichi Kondo (近藤 洋一, Kondo Yōichi)
né le : 16 juin 1977
lieu de naissance : Tochigi
Instrument(s) utilisé(s) : Basse Fender Precision

## Discographie

### Singles
Kick no Oni (indie) (avril 2001)
1. Introduction
2. Kung-fu Rock
3. Golden Circle no Ornette Coleman
4. Kick no Oni
5. Saikyō Cyclone
6. Tsunagari
7. Sambomaster no Kyūjitsu

Utsukushiki Ningen no Hibi (7 avril 2004)
1. Utsukushiki Ningen no Hibi
2. Netchū Jidai
3. Dandan
4. Sono Nukumori ni Yō ga Aru (Version Live Studio)

Tsuki ni Saku Hana no Yō ni Naru no (22 juillet 2004)
1. Tsuki ni Saku Hana no Yō ni Naru no
2. Tegami (King of Soul mix)
3. Itoshiki Hibi (Nashville Skyline version)
4. Hito wa Sore o Jounetsu to Yobu (Version Live)

Seishun Kyōsōkyoku (1er décembre 2004)
1. Seishun Kyōsōkyoku
2. Tsunagari (King of Laidback mix)
3. Ame
4. Seishun Kyōsōkyoku (NARUTO OPENING MIX)

Utagoe yoo kore (27 avril 2005)
1. Utagoe yoo kore
2. Sad Ballad no Sekai
3. Seishun Kyōsōkyoku (Version Live)

Sekai wa Sore wo Ai to Yobundaze (3 août 2005)
1. Sekai wa Sore o Ai to Yobunda ze
2. Atsui Suna to Warui Ame
3. Boku ni Sasagu

Subete no Yoru to Subete no Asa ni Tamborine o Narasu no da (2 novembre 2005)
1. Subete no Yoru to Subete no Asa ni Tambourine o Narasu no da
2. Ano Kane o Narasu no wa Anata
3. Hanarenai Futari

Tegami (15 mars 2006)
1. Tegami ~Kitarubeki Ongaku to Shite~
2. Get Back Sambomaster
3. Yoyogi nite

Itoshisa to Kokoro no Kabe (2 août 2006)
1. Itoshisa to Kokoro no Kabe
2. Sekai wa Sore o Ai to Yobunda ze (Version Live)

I Love You (18 avril 2007)
1. I Love You
2. Beibi Beibi Su
3. Coaster
4. Kyōkai Mae Tōri

Very Special!! (25 juillet 2007)
1. Very Special!!
2. Ubai Toru Koto Nitsuite
3. Utsukushiki Ningen no Hibi (Sekai Rokku Senbatsu Version)

Hikari no Rock (12 décembre 2007) (chanson thème pour BLEACH: The DiamondDust Rebellion)
1. Hikari no Rock
2. Hikari no Rock (Instrumental)

Kimi wo Mamotte, Kimi wo Aishite (10 juin 2009) (19e générique de fin de Bleach)
1. Kimi wo Mamotte, Kimi wo Aishite
2. Akashi
3. Boku wa Jiyuu
4. Kimi wo Mamotte, Kimi wo Aishite (Bleach Version)

### Albums
Atarashiki Nihongo Rock no Michi to Hikari (3 décembre 2003) 
- Français: Voie et lumière du nouveau rock Japonais

Sambomaster wa kimi ni katarikakeru (19 janvier 2005)
- Français: Sambomaster te parle

Boku to Kimi no Subete o Rock 'n Roll to Yobe (12 avril 2006)
- Français: Appelons-nous tous (vous et moi) 'Rock n' Roll'

Ongaku no Kodomo wa Mina Utau (23 janvier 2008)
- Français: Toutes nos musiques d'enfants, chantons !

### DVD de Concerts
Atarashiki Nihongo Rock o Kimi ni Katarikakeru ~Sambomaster Shoki no Live Eizōshū~ (2 novembre 2005)

A UMD version avec la même liste des titres que celle sortie le 30 novembre 2005.
1. Kung-fu Rock ~ Aware na Bobu Isoide Ike yo
2. Itoshiki Hibi ~ Futari
3. Zanzō
4. Yogisha de Yattekita Aitsu ~ Sono Nukumori ni Yō ga Aru
5. Yogisha de Yattekita Aitsu
6. Hito wa Sore o Jonetsu to Yobu
7. Utsukushiki Ningen no Hibi
8. Itoshiki Hibi
9. Sono Nukumori ni Yō ga Aru
10. Asa
11. Seishun Kyōsōkyoku
12. Tegami
13. Yokubō Rock
14. Sayonara Baby
15. Utagoe yoo kore
16. Korede Jiyū ni Natta no Da
17. Shūmatsu Soul
18. Sono Nukumori ni Yō ga Aru
19. Tsuki ni Saku Hana no Yō ni Naru no

Atarashiki Nihongo Rock no Video Clip Collection (18 octobre 2006)
1. (Videoclip) Sono Nukumori ni Yō ga Aru
2. (Videoclip) Sono Nukumori ni Yō ga Aru (Studio Live Version)
3. (Videoclip) Utsukushiki Ningen no Hibi
4. (Videoclip) Tsuki ni Saku Hana no Yō ni Naru no
5. (Videoclip) Seishun Kyōsōkyoku (Haikyo Version)
6. (Videoclip) Seishun Kyōsōkyoku (Samba Version)
7. (Videoclip) Utagoe yo Okore
8. (Videoclip) Sekai wa Sore o Ai to Yobunda ze
9. (Videoclip) Subete no Yoru to Subete no Asa ni Tambourine o Narasu no da
10. (Videoclip) Tegami ~Kitarubeki Ongaku to Shite~
11. (Special Track) Making Clip - Seishun Kyōsōkyoku (Samba Version)
12. (Special Track) Making Clip - Sekai wa Sore o Ai to Yobunda ze
13. (Special Track) Making Clip - Subete no Yoru to Subete no Asa ni Tambourine o Narasu no da
14. (Special Track) Pub TV

### Autres Albums
Hōkago no Seishun (2 juillet 2003)
Sambomaster apparait dans un album en collaboration avec le groupe Onanie Machine.
C'est la première apparitions des futures hits "Utsukushiki Ningen no Hibi", "Tegami", et "Sononukumori ni Yō ga Aru".
Ces morceaux ne sont joués que par Takeshi, Yasufumi, et Yoichi, dans les futures versions les morceaux seront remixés, retouchés et parfois même ré-enregistrés, par conséquent les morceaux originaux sont dans cet album-ci.
Les morceaux de Sambomaster sont celles à partir de la piste 6 jusqu'à la 10, (en gras et italiques).
1. Mendokusee
2. Lovewagon
3. Boku wa Stalker
4. Soshiki
5. Pokochin
6. Sayonara Baby
7. Utsukushiki Ningen no Hibi
8. Tegami
9. Futari
10. Sono Nukumori ni Yō ga Aru

E.V. Junkies II "GUITAROCKING" (30 juin 2004)
Sambomaster n'ont que 2 morceaux à eux dans cet album compilation, la piste 9 et la piste 14 (en gras et italiques).
1. Kimi to iu Hana / ASIAN KUNG-FU GENERATION
2. MAGIC WORDS / Straightener
3. Mountain A Go Go / CaptainStraydum
4. Shalilala / FLOW
5. Ima made nan domo / The Massmissile
6. Nostalgic / the droogies
7. Jitterbug / ELLEGARDEN
8. Gunjō / Tsubakiya Quartette
9. Tsunagari / Sambomaster
10. Shiroi Koe / Lunkhead
11. Boku no Sonzai wa Uso janakatta / OUTLAW
12. ALIVE / RAICO
13. Rakuyou ~Long Ver.~ / ORANGE RANGE
14. Itoshiki Hibi - Country Sad Ballad ver.- / Alice meets Sambomaster

Magokoro COVERS (1er septembre 2004)

Sambomaster enregistre une reprise des Magokoro Brothers "Dear John Lennon" dans cet album compilation (en gras et italique).
1. ENDLESS SUMMER NUDE (Tomita Lab. Remix) / Tomita Lab.
2. Sora ni Maiagare / Okuda Tamio
3. Ai / HALCALI
4. Loop Slider / Suneohair
5. Ningen wa Mō Owari da! / PUFFY
6. STONE / Tokyo Ska Paradise Orchestra
7. Standard 3 / Rosetta Garden
8. Haikei, John Lennon / Sambomaster
9. BABY BABY BABY / YUKI
10. Subarashiki kono Sekai / Imawano Kiyoshirō
11. Atarashii Yoake / MB's

Koi no Mon Original Soundtrack (23 septembre 2004)
Sambomaster est présent dans la bande originale du film Koi no Mon. Les morceaux de Sambomaster sont les pistes 1, 2, 14, 15, et 18 (en gras et italiques) :
1. Tsuki ni Saku Hana no Yō ni Naru no
2. Hito wa Sore o Jōnetsu to Yobu
3. MOHAWK!
4. FOUR FINGER
5. Noiko no Heya
6. AQUAM
7. Ishi ga ite, Kimi ga ite
8. BIG SITE
9. Fukashigi Jikken Karada Gibarengaa
10. FORTRESS EUROPE
11. office blue
12. AGATHA
13. S
14. Kono yo no Hate ～koi no mon short version～
15. Kono yo no Hate ～koi no mon strings version～
16. 6:27
17. Kaisō
18. Sambomaster wa Shūmatsu ni Soul Instrument o suru no da no Kan
19. Koi no Mon